# Eleccions federals alemanyes de 2025
Les eleccions federals alemanyes de 2025 se celebraran el 23 de febrer de 2025 a la República Federal d'Alemanya per a elegir els diputats del Bundestag del país.

## Antecedents
Després de les eleccions federals alemanyes de 2021 es va iniciar un debat renovat sobre el sistema d'adjudicació d'escons avançats i d'anivellament vigent des de les eleccions de 2013, que elegia un Bundestag amb 736 membres, el parlament escollit lliurement més gran del món, i es va reformar el març de 2023 per fixar la mida dels futurs Bundestags en 630 membres.
Segons l'Oficina Federal d'Estadística alemanya, el producte interior brut d'Alemanya va caure un 0,3% el 2023 i un 0,2% en 2024, i la coalició de govern liderada pel canceller Olaf Scholz del Partit Socialdemòcrata d'Alemanya (SPD) amb el Partit Democràtic Lliure (FDP) i Aliança 90/Els Verds (GRÜNE) va contar amb 416 diputats va col·lapsar el 6 de novembre de 2024 quan Christian Lindner, el ministre de Finances i líder del FDP va ser destituït per Scholz, que va proposar un vot de confiança a mitjans de gener seguit d'unes eleccions anticipades a finals de març amb la intenció de liderar un govern entretant en minoria format pel SPD i els Verds amb l'objectiu d'aprovar projectes de llei clau, inclòs el pressupost del 2025, i finalment va arribar a un acord amb la CDU/CSU per celebrar eleccions anticipades el 23 de febrer de 2025 convocades deprés que el govern perdés una moció de confiança el 16 de desembre.

## Sistema electoral
Cada papereta té dos vots, un per a un candidat de districte i un segon per a una llista de partit estatal, amb un total de 630 diputats, assignats de manera proporcional als vots, seguint el mètode Sainte-Laguë entre els partits que aconsegueixen almenys el 5 per cent dels vots a nivell nacional o guanyen tres districtes electorals. Els candidats que aconsegueixen la majoria (relativa) en un dels 299 districtes reben els primers diputats i els escons restants de cada partit s'ocupen segons l'ordre de la llista del partit. Els partits que representen grups minoritaris encara estan exempts del llindar del cinc per cent.

## Resultats
| 82,51% | ' |

| 82,51% | ' |

## Conseqüències
El Partit Democràtic Lliure es va convertir en extraparlamentari i Christian Lindner va presentar la seva renúncia a la direcció del partit el 24 de febrer de 2025.
L'endemà de les eleccions, el candidat a cocanciller d'Aliança 90/Els Verds, Robert Habeck, va anunciar la seva dimissio del lideratge del partit, i l'altra cocandidata dels Verds, Annalena Baerbock, així com l'exlíder del partit Ricarda Lang, van esdevenir els líders del partit al Bundestag.
Amb els mals resultat d'Aliança Sahra Wagenknecht - Per la Raó i la Justícia, Sahra Wagenknecht va dir que la participació del partit al govern de Turíngia amb la CDU i l'SPD va ser responsable del fracàs, assenyalant Katja Wolf, la líder de l'organització a l'estat.

### Formació de govern
El 9 d'abril, Friedrich Merz va anunciar que s'havia arribat a un acord entre la CDU i l'SPD per formar un govern de gran coalició i l'11 d'abril, es va acordar que Merz seria elegit canceller el 6 de maig, però va perdre la primera votació, havent d'esperar a una segona votació el mateix dia.